# Karlsruhe (North Dakota)
Karlsruhe ist eine Gemeinde („city“) im McHenry County im US-Bundesstaat North Dakota. Der Ort hatte im Jahr 2024 75 Einwohner und eine Fläche von 2 km².

## Statistik
Der Ort erlebte zwischen 2000 und 2010 einen dramatischen Bevölkerungsschwund von etwa einem Drittel.
Nach der Volkszählung von 2000 wies der Ort noch 54 Haushalten und 32 Familien mit 121 Einwohnern. Die Bevölkerungsdichte betrug damit 60,5 Einwohner pro Quadratkilometer.
In 15 (27,8 %) der Haushalte lebten Kinder und Jugendliche unter 18 Jahren. 50 % der Bevölkerung waren verheiratet.
2010 waren es nur noch 36 Haushalte und in acht Haushalten lebten Personen unter 18 Jahren bei nur noch 82 Einwohnern insgesamt.

## Geschichte
Die Einwohner sind Nachfahren von deutschen Auswanderern, die etwa 1809 nach Odessa an das Schwarze Meer auswanderten. Etwa 70 Jahre später verschlechterte sich ihre Lage so, dass sie von dort in die Vereinigten Staaten nach Nord-Dakota auswanderten. Sie gründeten dort Siedlungen, die sie Mannheim, Straßburg, Elsass, Rastatt, Worms oder Karlsruhe nannten. Der Ort wurde 1912 gegründet.